# ليزا فيليبس
ليزا فيليبس (بالإنجليزية: Lisa Phillips)‏ هي لاعبة بولينغ أسترالية، ولدت في 29 مايو 1993 في مو ‏ في أستراليا.